# Sillans-la-Cascade
Sillans-la-Cascade (Silan trong occitan provençal) là một xã ở tổng Tavernes, tỉnh Var trong vùng Provence-Alpes-Côte d’Azur, Pháp. Xã này có diện tích 20,17 km², dân số năm 2006 là 565 người. Khu vực này có độ cao từ 267–476 m trên mực nước biển, độ cao trung bình là 38 m. Tại đây có một thác nước đẹp.

## Biến động dân số
| Năm | 1962 | 1968 | 1975 | 1982 | 1990 | 1999 | 2006 |
| --- | ---- | ---- | ---- | ---- | ---- | ---- | ---- |
| Dân số | 141  | 173  | 249  | 343  | 438  | 414  | 565  |
| From the year 1962 on: No double counting—residents of multiple communes (e.g. students and military personnel) are counted only once. |      |      |      |      |      |      |      |

==Tham khảo==